# Bioetika
Bioetika je veda, ki na sistematičen način preučuje etične vidike ved o življenju in zdravstva. Izraz so skovali biologi v sedemdesetih letih da bi vzpodbudili javno debato o odgovornosti do ohranjanja okolja za preživetje človeštva in o posledicah skokovitega napredka biologije v luči potencialno škodljivega spreminjanja naravnih sistemov. Človek dobiva z novimi spoznanji na področjih genetike in evolucijske biologije vedno več možnosti za spreminjanje lastne narave in svojega okolja. Bioetika je tako odgovor na potrebo po kritični oceni posledic uporabe teh spoznanj, posebej njihovih morebitnih zlorab.
Največ pozornosti namenjajo bioetiki področjem genetskega inženirstva, reproduktivne psihologije, reproduktivne tehnologije, medicinskih in mentalno-zdravstvenih tehnik, samomora ter pravic bolnikov.